# داني كارفاغال
داني كارفاغال (بالإسبانية: Danny Carvajal)‏ هو لاعب كرة قدم كوستاريكي، ولد في 8 يناير 1989 في San Ramón, Costa Rica ‏ في كوستاريكا. شارك مع منتخب كوستاريكا لكرة القدم. أما مع النوادي، فقد لعب مع ديبورتيفو سابريسا ونادي ألباسيتي.

## وصلات خارجية
- داني كارفاغال على موقع الاتحاد الدولي (مؤرشف)  (الإنجليزية)
- داني كارفاغال على موقع رابطة كرة القدم اليابانية للمحترفين (اليابانية)
- داني كارفاغال على موقع قاعدة بيانات كرة القدم.إي يو (الإنجليزية)
- داني كارفاغال على موقع ناشيونال فوتبول تيمز (الإنجليزية)
- داني كارفاغال على موقع Soccerway.com (الإنجليزية)
- داني كارفاغال على موقع عالم كرة القدم.نت (الإنجليزية)
- داني كارفاغال على موقع AS.com (الإسبانية)